# Transcendente vergelijking
Een transcendente vergelijking is een wiskundige vergelijking waarbij een van de onbekenden in een transcendente functie voorkomt, zoals in de vergelijkingen:
{\displaystyle x=\cos(kx)}
en
{\displaystyle x^{2}-x=e^{kx}}
Een transcendente vergelijking kan niet als een polynoom (algebraïsche vergelijking) worden geschreven, omdat de Taylorreeks van een transcendente functie een oneindig aantal coëfficiënten heeft, dus niet als een eindige machtreeks kan worden geschreven. Van analytische functies kunnen de reële- en complexe nulpunten, de snij- en de raakpunten onder andere door iteratie worden berekend.
De oplossingen van transcendente vergelijkingen kunnen meestal met behulp van de methode van Newton-Raphson worden gevonden. Deze iteratiemethode heeft als nadeel dat die traag naar de oplossingen convergeert en relatief instabiel is. In de praktijk wordt voor andere numerieke methoden gekozen om de oplossingen van transcendente vergelijkingen te berekenen.